# Titanic Rising
“Titanic Rising”은 미국의 음악가 와이즈 블러드의 네 번째 정규 음반으로, 2019년 4월 5일 서브 팝을 통하여 발매하였다. 2016년에 나온 3집 “Front Row Seat to Earth” 이후 3년 만에 발매되는 음반이다. 와이즈가 전곡을 작곡·작사를 하였으며, 폭시젠의 조나단 라도와 함께 프로듀싱에도 참여하였다. 2019년 1월 17일, 리드 싱글 ‘Andromeda’를 발매하였으며, 이후 2월 12일과 3월 19일에 각각 ‘Everyday’와 ‘Movies’를 공개하였다.
챔버 팝의 영향을 받은 70년대 소프트 록 장르의 음반인 “Titanic Rising”은 어릴 적 와이즈에게 많은 충격을 안겨주었던 RMS 타이타닉호의 침몰과 해당 사건을 그린 영화에서 그 이름을 따왔다. 의미는 기후 변화를 상징하는 것으로, 배가 가라앉는 것은 제3세계 국가들이 가라앉는다는 의미를 지니고 있다.
음반은 음악 평단으로부터 폭넓은 극찬을 받았고, 특히 여태껏 와이즈가 발매한 음반 중 가장 뛰어난 퀄리티의 음반이라는 평을 듣고 있다. 여러 매체에서 선정한 올해의 음반 목록에 포함되어 있다. 상업적으로는 빌보드 히트시커 음반 차트에서 3위, 얼터너티브 음반 차트에서 6위를 기록하였으며, 영국, 스코틀랜드, 프랑스, 벨기에, 오스트레일리아 등의 국가 차트에 이름을 올렸다.

## 배경
“Titanic Rising”은 RMS 타이타닉호의 침몰과 이를 영화화한 작품에서 이름을 따왔다. 블러드는 페이더와의 인터뷰에서, 자신이 어렸을 때 “타이타닉”을 보고 난 후, 그 침몰 사건은 인류의 상징적인 비극이며, 영화에서는 인간의 자만심과 자연에 대한 지배력의 부족을 묘사하였기 때문에 세계적인 흥행을 이끌어낼 수 있었다고 언급하였다. 한편 잉글랜드의 미니멀 음악 작곡가 개빈 브라이어스가 1969년에 발표한 “타이타닉호의 침몰”도 음반에 많은 영향을 끼쳤다고 밝혔다.

## 제작

### 녹음
“Front Row Seat to Earth”의 발매로 많은 주목을 받은 나탈리 메링은 2017년 서브 팝과 계약을 하였다. “Titanic Rising”은 로스앤젤레스에 위치한 소노라 스튜디오에서 3달이 넘는 기간 동안 이루어졌으며, 프로듀싱은 폭시젠의 조나단 라도가 맡았다.
블러드는 녹음이 진행될 때 브라이어스의 작품 ‘Jesus' Blood Never Failed Me Yet’을 많이 들었다고 밝혔다.

## 표지
표지에 들어있는 2018년 중반 사진작가 브렛 스탠리가 촬영한 사진이다. 브렛은 블러드의 매니저에게서 음반 표지 촬영을 하고 싶다는 이야기를 들었으며, 가구, 창문, 그리고 벽에 포스터가 붙여진 침실이 물 속에 있는 콘셉트로 사진을 찍고 싶다는 말을 들었다. 세트장은 3일에 걸쳐 완성되었다.
방 전체에 물이 차 있는 것이 의미하는 것은 해수면 상승이며, 동시에 물이 잠재의식이라는 것도 뜻하고 있다. 서양식 침실은 이런 잠재의식적인 장소를 의미한다. 블러드는 이런 서양식 침실에서 "우리가 현실에 대한 생각을 구체화하고, 영화배우나 음악가와 같은 사람들을 우러러보는 일종의 예배 장소"라는 의미를 구현하고 싶었다고 밝혔다.

## 발매 및 홍보

### 투어
와이즈 블러드는 “Titanic Rising”을 위해 2019년 5월부터 11월까지 “Something to Believe Tour”를 진행하였다. 또한 2020년 2월 말부터 “A Lot Has Changed Tour”를 진행할 예정이었으나, 코로나19 범유행으로 인해 취소되었다.
| 날짜             | 도시             | 나라       | 장소                                 |
| 북아메리카       | 북아메리카       | 북아메리카 | 북아메리카                           |
| ---------------- | ---------------- | ---------- | ------------------------------------ |
| 2019년 8월 7일   | 샌디에고         | 미국       | 아이레닉                             |
| 2019년 8월 8일   | 로스앤젤레스     | 미국       | 폰다 극장                            |
| 2019년 8월 10일  | 샌루이스오비스포 | 미국       | SLO 브루잉 컴퍼니                    |
| 2019년 8월 11일  | 샌프란시스코     | 미국       | 아웃사이드 랜즈                      |
| 2019년 8월 14일  | 밴쿠버           | 캐나다     | 임페리얼                             |
| 2019년 8월 17일  | 포틀랜드         | 미국       | 원더 볼룸                            |
| 2019년 9월 5일   | 노샘프턴         | 미국       | 펄 스트리트                          |
| 2019년 9월 6일   | 뉴헤이븐         | 미국       | 스페이스 볼룸                        |
| 2019년 9월 7일   | 뉴욕             | 미국       | 웹스터 홀                            |
| 2019년 9월 9일   | 피츠버그         | 미국       | 렉스 극장                            |
| 2019년 9월 11일  | 필라델피아       | 미국       | 더 멧                                |
| 2019년 9월 12일  | 보스턴           | 미국       | 록랜드 트러스트 뱅크 파빌리온        |
| 2019년 9월 13일  | 샬러츠빌         | 미국       | 스프린트 파빌리온                    |
| 2019년 9월 14일  | 캐리             | 미국       | 코카 부스 앰피시어터                 |
| 2019년 9월 16일  | 애슈빌           | 미국       | 토머스 울프 오디토리움               |
| 2019년 9월 17일  | 애슈빌           | 미국       | 토머스 울프 오디토리움               |
| 2019년 9월 19일  | 샬럿             | 미국       | 샬럿 메트로 크레딧 유니온 앰피시어터 |
| 2019년 9월 20일  | 찰스턴           | 미국       | 볼보 카 스타디움                     |
| 2019년 9월 21일  | 세인트오거스틴   | 미국       | 싱 아웃 라우드 페스티벌              |
| 2019년 9월 23일  | 애선스           | 미국       | 40 왓                                |
| 2019년 9월 24일  | 리치먼드         | 미국       | 브로드베리                           |
| 2019년 9월 25일  | 볼티모어         | 미국       | 오토바                               |
| 2019년 9월 28일  | 토론토           | 캐나다     | 피닉스 콘서트 극장                   |
| 2019년 9월 30일  | 시카고           | 미국       | 탈리아 홀                            |
| 2019년 10월 1일  | 세인트루이스     | 미국       | 오프 브로드웨이                      |
| 2019년 10월 2일  | 로렌스           | 미국       | 보틀넥                               |
| 2019년 10월 4일  | 오스틴           | 미국       | 오스틴 시티 리미츠                   |
| 2019년 10월 5일  | 오스틴           | 미국       | 오스틴 시티 리미츠                   |
| 2019년 10월 6일  | 오스틴           | 미국       | 오스틴 시티 리미츠                   |
| 유럽             |                  |            |                                      |
| 2019년 10월 26일 | 더블린           | 아일랜드   | 버튼 팩토리                          |
| 2019년 10월 28일 | 글래스고         | 스코틀랜드 | 아트 스쿨                            |
| 2019년 10월 29일 | 맨체스터         | 잉글랜드   | 클럽 아카데미                        |
| 2019년 10월 30일 | 런던             | 잉글랜드   | 일렉트릭 브릭스턴                    |
| 2019년 11월 3일  | 보르도           | 프랑스     | IBOAT                                |
| 2019년 11월 5일  | 브라가           | 포르투갈   | GN레이션                             |
| 2019년 11월 6일  | 리스본           | 포르투갈   | ZDB @ B.Leza                         |
| 2019년 11월 7일  | 마드리드         | 스페인     | 팔라시오 데 프렌사                   |
| 2019년 11월 10일 | 브베             | 스위스     | 로킹 체어                            |
| 2019년 11월 11일 | 취리히           | 스위스     | 보겐 F                               |
| 2019년 11월 13일 | 베를린           | 독일       | 비 누                                |
| 2019년 11월 14일 | 코펜하겐         | 덴마크     | DF 콘세르트후세트 스터디 2           |
| 2019년 11월 15일 | 스톡홀름         | 스웨덴     | 슬락트쉬르칸                         |
| 2019년 11월 16일 | 예테보리         | 스웨덴     | 오세아넨                             |
| 2019년 11월 17일 | 오슬로           | 노르웨이   | 파크테아트레트                       |

## 평가
| 전문가 평가     | 전문가 평가 |
| 총 점수         | 총 점수     |
| 출처            | 점수        |
| --------------- | ----------- |
| AnyDecentMusic? | 8.4/10      |
| 메타크리틱      | 91/100      |
| 평가 점수       |             |
| 출처            | 점수        |
| 올뮤직          | [ 1 ]       |
| 디 A.V. 클럽    | A−          |
| 인디펜던트      | [ 10 ]      |
| 모조            | [ 11 ]      |
| NME             | [ 12 ]      |
| 옵저버          | [ 13 ]      |
| 피치포크        | 8.5/10      |
| Q               | [ 15 ]      |
| 롤링 스톤       | [ 16 ]      |
| 팝매터스        | [ 17 ]      |

“Titanic Rising”은 음악 평단으로부터 폭넓은 찬사를 받았고, 블러드가 발표한 작품 중에서 비평적으로 가장 호평을 받기도 하였다. 주요 매체의 리뷰를 100점 만점으로 환산하여 평균을 매기는 리뷰 애그리게이터 웹사이트 메타크리틱에서는 26개의 리뷰를 통하여 91점이 매겨졌으며, 10점 만점으로 평균화를 하는 AnyDecentMusic?에서는 27개의 리뷰를 통해 8.4점이 나왔다.
디 A.V. 클럽의 케이티 라이프는 이 음반을 표현하려고 할 때 핵심 용어는 "겹겹이 쌓인 층"이라고 말하였으며, 가사는 마치 백일몽과 같은 느낌을 준다고 언급하면서 극찬하였다.

### 순위
평론가들의 극찬이 이어짐에 따라, 여러 출판사에서는 올해의 음반 또는 2010년대 최고의 음반 선정 목록에 “Titanic Rising”을 선정하였다.
| 출판사                                  | 부문                                                          | 순위 | 출처   |
| --------------------------------------- | ------------------------------------------------------------- | ---- | ------ |
| NME                                     | NME 선정 2019년 최고의 음반 (중간 결산)                       | *    | [ 18 ] |
| NME                                     | NME 선정 2019년 최고의 음반 50장                              | 9    | [ 19 ] |
| NPR                                     | NPR 뮤직 선정 2019년 최고의 음반                              | 14   | [ 20 ] |
| Q                                       | Q 선정 2019년 최고의 음반 50장                                | 7    | [ 21 ] |
| 가디언                                  | 가디언 선정 2019년 최고의 음반 50장                           | 10   | [ 22 ] |
| 바이스                                  | 2019년 최고의 음반 100장                                      | 20   | [ 23 ] |
| 더블 J                                  | 더블 J 선정 2019년 최고의 음반 50장                           | 42   | [ 24 ] |
| 데이즈드                                | 데이즈드 선정 2019년 최고의 음반 20장                         | 4    | [ 25 ] |
| 디 A.V. 클럽                            | 디 A.V. 클럽 선정 2019년 최고의 음악 (중간 결산)              | *    | [ 26 ] |
| 디 A.V. 클럽                            | 2019년 최고의 음반 20장                                       | 5    | [ 27 ] |
| 라우드 앤드 콰이어트                    | 라우드 앤 콰이어트 선정 2019년 최고의 음반 40장               | 21   | [ 28 ] |
| 더 라인 오브 베스트 핏                  | 라인 오브 베스트 피트 선정 2019년 최고의 음반                 | 11   | [ 29 ] |
| 롤링 스톤                               | 롤링 스톤 선정 2019년 최고의 음반 50장 (중간 결산)            | *    | [ 30 ] |
| 마그넷                                  | 2019년 최고의 음반 25장                                       | 5    | [ 31 ] |
| 모조                                    | 모조 선정 2019년 최고의 음반 75장                             | 13   | [ 32 ] |
| 스키니                                  | 스키니 선정 2019년 음반                                       | 10   | [ 33 ] |
| 스테레오검                              | 스테레오검 선정 2019년 최고의 음반 50장                       | 17   | [ 34 ] |
| 스푸트니크뮤직                          | 스푸트니크 선정 2019년 최고의 음반 50장                       | 10   | [ 35 ] |
| 슬랜트 매거진                           | 슬랜트 매거진 선정 2019년 최고의 음반 25장                    | 18   | [ 36 ] |
| 슬레이트                                | 슬레이트 선정 2019년 최고의 음반                              | *    | [ 37 ] |
| 언더 더 레이더                          | 언더 더 레이더 선정 2019년 최고의 음반 100장                  | 2    | [ 38 ] |
| 언컷                                    | 언컷 선정 2019년 최고의 음반 75장                             | 1    | [ 39 ] |
| 언컷                                    | 언컷 선정 2019년 최고의 새 음반 50장                          | 1    | [ 40 ] |
| 업록스                                  | 업록스 선정 2019년 최고의 음반                                | 4    | [ 41 ] |
| 에스콰이어                              | 에스콰이어 UK 선정 2019년 최고의 음반 50장                    | *    | [ 42 ] |
| 올뮤직                                  | 올뮤직 2019년 최고의 음반 목록                                | *    | [ 43 ] |
| 올뮤직                                  | 올뮤직 2019년 최고의 인디 팝 & 인디 록 음반 목록              | *    | [ 44 ] |
| 익스클레임!                             | 익스클레임! 선정 2019년 최고의 음반 29장 (중간 결산)          | 6    | [ 45 ] |
| 익스클레임!                             | 익스클레임! 선정 2019년 최고의 팝과 록 레코드 20              | 8    | [ 46 ] |
| 인디펜던트                              | 인디펜던트 선정 2019년 최고의 음반 50장                       | 9    | [ 47 ] |
| 컨시퀀스 오브 사운드                    | 컨시퀀스 오브 사운드 선정 2019년 최고의 음반 25장 (중간 결산) | 14   | [ 48 ] |
| 컨시퀀스 오브 사운드                    | 컨시퀀스 오브 사운드 선정 2019년 최고의 음반 50장             | 26   | [ 49 ] |
| 크랙 매거진                             | 크랙 매거진 선정 2019년 톱 음반 50장                          | 47   | [ 50 ] |
| 키티 엠파이어 (가디언)                  | 키티 엠파이어 선정 2019년 최고의 음반                         | 5    | [ 51 ] |
| 타임스                                  | 100개의 올해의 녹음물: 팝 음반 톱 10                          | 8    | [ 52 ] |
| 팝매터스                                | 팝매터스 선정 2019년 최고의 음반 70장                         | 38   | [ 53 ] |
| 페이스트                                | 페이스트 선정 2019년 최고의 음반 25장 (중간 결산)             | 1    | [ 54 ] |
| 페이스트                                | 2019년 최고의 음반 50장                                       | 1    | [ 55 ] |
| 피치포크                                | 피치포크 선정 2019년 최고의 음반 50장                         | 9    | [ 56 ] |
| 피치포크                                | 피치포크 선정 2019년 최고의 록 음반                           | *    | [ 57 ] |
| 연대말 순위                             |                                                               |      |        |
| 디 A.V. 클럽                            | 디 A.V. 클럽 선정 2010년대 최고의 음반 50장                   | 37   | [ 58 ] |
| 스푸트니크뮤직                          | 스푸트니크뮤직 선정 2010년 톱 음반 100장                      | 89   | [ 59 ] |
| 업록스                                  | 업록스 선정 2010년대 최고의 음반                              | 55   | [ 60 ] |
| 올뮤직                                  | 올뮤직 선정 2010년대 최고의 음반 200장                        | *    | [ 61 ] |
| 페이스트                                | 페이스트 선정 2010년대 최고의 음반 100장                      | 43   | [ 62 ] |
| 피치포크                                | 피치포크 선정 2010년대 최고의 음반 200장                      | 143  | [ 63 ] |
| (*) 별표는 순위가 없다는 것을 의미한다. |                                                               |      |        |

## 트랙 리스트
모든 곡은 와이즈 블러드가 작곡 및 작사하였다.
| #            | 제목                     | 재생 시간 |
| ------------ | ------------------------ | --------- |
| 1.           | 〈A Lot's Gonna Change〉 | 4:21      |
| 2.           | 〈Andromeda〉            | 4:40      |
| 3.           | 〈Everyday〉             | 5:07      |
| 4.           | 〈Something to Believe〉 | 4:45      |
| 5.           | 〈Titanic Rising〉       | 1:36      |
| 6.           | 〈Movies〉               | 5:53      |
| 7.           | 〈Mirror Forever〉       | 5:05      |
| 8.           | 〈Wild Time〉            | Wild Time |
| 9.           | 〈Picture Me Better〉    | 3:41      |
| 10.          | 〈Nearer to Thee〉       | 1;05      |
| 총 재생 시간 | 총 재생 시간             | 42:22     |

| #            | 제목              | 재생 시간 |
| ------------ | ----------------- | --------- |
| 11.          | 〈Titanic Risen〉 | 4:25      |
| 총 재생 시간 | 총 재생 시간      | 44:47     |

## 참여자
크레딧은 “Titanic Rising”의 라이너 노트에서 발췌하였다.
| 음악 - 마이클 다다리오 (트랙 1, 3, 7) - 브라이언 다다리오 (트랙 1, 3, 4, 7, 8) - 마이클 롱 (트랙 1, 3, 4, 7, 8) - 리처드 도드 (트랙 1–4, 6–10) - 레아 캐츠 (트랙 1–4, 6–10) - 다프네 첸 (트랙 1–4, 6–10) - 에릭 고페인 (트랙 1–4, 6–10) - 드루 에릭손 (트랙 1–4, 8) - 조나단 라도 (트랙 2, 5) - 블레이크 밀스 (트랙 2, 8) - 크리스 코헨 (트랙 4, 8) - 키스 카먼 (트랙 6) - 월트 맥클레맨츠 (트랙 9) - 케니 길모어 (트랙 4, 8) - 마이클 채드윅 (트랙 6, 9) | 기술 - 케니 길모어 – 믹싱 - 데이브 커미나라 – 엔지니어링 - 사라 터드진 – 추가 엔지니어링 - 트리스탄 로드맨 – 추가 엔지니어링 아트워크 - 브렛 스탠리 – 사진, 세트장 - 제니 보머트 – 보조 - 라이언 월러 – 보조 - 엘리야 펑크 – 레이아웃 |

## 차트
| 차트 (2019)                            | 최고 순위 |
| -------------------------------------- | --------- |
| 오스트레일리아 디지털 음반 차트 (ARIA) | 37        |
| 벨기에 앨범 (울트라탑 플랑드르)        | 139       |
| 프랑스 음반 차트 (SNEP)                | 113       |
| 스코틀랜드 앨범 (OCC)                  | 20        |
| 영국 음반 차트 (OCC)                   | 68        |
| 미국 앨범 세일즈 차트 (빌보드)         | 34        |
| 미국 히트시커스 앨범 차트 (빌보드)     | 3         |

## Rough Trade Session
“Rough Trade Session”은 와이즈 블러드의 익스텐디드 플레이(EP)이다. 2019년 10월 22일 서브 팝을 통해 발매되었다. 미국의 음악가인 아리엘 레흐샤이드와 함께 협업하여 만들었다. 인디 레이블인 러프 트레이드에서는 1000장 한정판으로 바이닐을 판매하기도 하였다. EP에는 블러드와 몇몇 백 보컬, 그리고 최소한의 악기만을 사용하여 부른 러프 트레이드 세션 버전으로‘A Lot's Gonna Change’가 ‘A Lot Has Changed’라는 이름으로 바뀐 것을 포함하여, ‘Everyday’, ‘Something to Believe’, ‘Wild Time’까지 총 네 곡이 수록되었다.
| #            | 제목                                        | 재생 시간 |
| ------------ | ------------------------------------------- | --------- |
| 1.           | 〈A Lot Has Changed (Rough Trade Session)〉 | 0:53      |
| 2.           | 〈Everyday (Rough Trade Session)〉          | 4:16      |
| 3.           | 〈Something to Believe〉                    | 4:49      |
| 4.           | 〈Wild Time〉                               | 4:38      |
| 총 재생 시간 | 총 재생 시간                                | 14:38     |

### 내용주
1. 1 2  토머스, 프레드. “Titanic Rising – Weyes Blood”. 《올뮤직》. 올 미디어 네트워크. 2019년 4월 3일에 확인함.
2. ↑  데니, 알렉스. “How Weyes Blood raised the Titanic for her new record”. 《데이즈드 디지털》. 2019년 9월 24일에 확인함.
3. ↑  왕, 스테파니. “Weyes Blood still has hope for the world”. 《페이더》. 2021년 2월 3일에 확인함.
4. 1 2 3  데니, 알렉스 (2019년 4월 22일). “How Weyes Blood raised the Titanic for her new record”. 《데이즈드》. 2021년 2월 3일에 확인함.
5. ↑  웡, 셰본 (2019년 5월 13일). “How Photographer Brett Stanley Shot This Underwater Album Cover”. 《Fstoppers》. 2021년 2월 3일에 확인함.
6. ↑  화이트, 레이철 (2019년 5월 20일). “WEYES BLOOD ANNOUNCES THE INTERNATIONAL “SOMETHING TO BELIEVE TOUR” IN SUPPORT OF ‘TITANIC RISING,’ HER ACCLAIMED NEW ALBUM”. 서브 팝. 2021년 1월 20일에 확인함.
7. 1 2  “Titanic Rising by Weyes Blood reviews”. 《AnyDecentMusic?》. 2019년 5월 31일에 확인함.
8. 1 2  “Titanic Rising by Weyes Blood Reviews and Tracks”. 《메타크리틱》. CBS 인터랙티브. 2019년 5월 19일에 확인함.
9. 1 2  라이프, 케이티 (2019년 4월 5일). “Weyes Blood ascends to new musical heights on the lush, cinematic Titanic Rising”. 《디 A.V. 클럽》. 2019년 4월 11일에 원본 문서에서 보존된 문서. 2019년 4월 11일에 확인함.
10. ↑  폴러드, 알렉산드라; 오코너, 로이신 (2019년 4월 4일). “Album reviews: Weyes Blood – Titanic Rising, and Circa Waves – What’s It Like Over There?”. 《인디펜던트》. 2019년 4월 5일에 확인함.
11. ↑  세갈, 빅토리아 (2019년 5월). “Unsinkable”. 《모조》 (306): 87.
12. ↑  바셋, 조던 (2019년 4월 4일). “Weyes Blood – ‘Titanic Rising’ review”. 《NME》. 2019년 11월 28일에 확인함.
13. ↑  엠파이어, 키티 (2019년 4월 6일). “Weyes Blood: Titanic Rising review – beauty deep enough to drown in”. 《옵저버》. 2019년 4월 11일에 확인함.
14. ↑  모어랜드, 퀸 (2019년 4월 5일). “Weyes Blood: Titanic Rising”. 《피치포크》. 컨데나스트. 2019년 4월 5일에 확인함.
15. ↑  도일, 톰 (2019년 6월). “Weyes Blood: Titanic Rising”. 《Q》 (398): 116.
16. ↑  헤르메스, 윌 (2019년 4월 5일). “Review: The Unnerving Nostalgia of Weyes Blood’s ‘Titanic Rising’”. 《롤링 스톤》. 2019년 4월 11일에 확인함.
17. ↑  제이콥스, 믹 (2019년 4월 16일). “Weyes Blood Gets Cinematic on 'Titanic Rising'”. 《팝매터스》. 2021년 1월 25일에 확인함.
18. ↑  “The best albums of 2019 (so far!)”. 《NME》. 2019년 6월 7일. 2021년 1월 31일에 확인함.
19. ↑  “The 50 best albums of 2019”. 《NME》. 2019년 12월 16일. 2021년 1월 31일에 확인함.
20. ↑  “Best Music Of 2019”. 《NPR 뮤직》. 2019년 12월 11일. 2021년 1월 31일에 확인함.
21. ↑  “Q: Top 50 Albums of 2019”. 《yearendlists.com》. 2019년 12월 19일. 2021년 2월 1일에 확인함.
22. ↑  “The 50 best albums of 2019: the full list”. 《가디언》. 2019년 12월 20일. 2021년 1월 31일에 확인함.
23. ↑  “The 100 Best Albums of 2019”. 《노이지》. 바이스. 2019년 12월 13일. 2021년 2월 1일에 확인함.
24. ↑  “The 50 best albums of 2019”. 《더블 J》. 2019년 12월 4일. 2021년 2월 1일에 확인함.
25. ↑  “From Billie Eilish to Burna Boy, JPEGMAFIA and Jerkcurb, we look back on our favourite albums of the year”. 《데이즈드》. 2019년 12월 11일. 2021년 2월 1일에 확인함.
26. ↑  “The best music of 2019 so far”. 《디 A.V. 클럽》. 2019년 6월 22일. 2019년 7월 19일에 원본 문서에서 보존된 문서. 2021년 1월 31일에 확인함.
27. ↑  “The 20 best albums of 2019”. 《디 A.V. 클럽》. 2019년 12월 19일. 2019년 12월 23일에 원본 문서에서 보존된 문서. 2021년 1월 31일에 확인함.
28. ↑  “The Loud And Quiet best 40 albums of 2019”. 《라우드 앤드 콰이어트》. 2019년 12월 10일. 2021년 2월 1일에 확인함.
29. ↑  “The Best Albums of 2019 Ranked”. 《라인 오브 베스트 피트》. 2019년 12월 20일. 2021년 2월 1일에 확인함.
30. ↑  “The 50 Best Albums of 2019 So Far”. 롤링 스톤. 2019년 6월 21일. 2021년 2월 1일에 확인함.
31. ↑  “MAGNET’S TOP 25 ALBUMS OF 2019”. 《마그넷》. 2019년 12월 23일. 2021년 2월 1일에 확인함.
32. ↑  “MOJO 314 – January 2020: Leonard Cohen”. 모조. 2019년 11월 14일. 2019년 11월 16일에 원본 문서에서 보존된 문서. 2021년 2월 1일에 확인함.
33. ↑  “The Skinny's Albums of 2019”. 《스키니》. 2019년 11월 26일. 2021년 2월 1일에 확인함.
34. ↑  “The 50 Best Albums Of 2019”. 《스테레오검》. 2019년 12월 3일. 2020년 1월 1일에 원본 문서에서 보존된 문서. 2019년 12월 3일에 확인함.
35. ↑  스펜서, 트레이 (2019년 12월 20일). “Staff’s Top 50 Albums of 2019: 10 – 1”. 《스푸트니크뮤직》. 2021년 2월 1일에 확인함.
36. ↑  “The 25 Best Albums of 2019”. 《슬랜트》. 2019년 12월 12일. 2021년 2월 1일에 확인함.
37. ↑  윌슨, 칼 (2019년 12월 10일). “The Best Albums of 2019”. 《슬레이트》. 2021년 12월 10일에 확인함.
38. ↑  레드펀, 마크 (2019년 12월 31일). “Under the Radar’s Top 100 Albums of 2019”. 《언더 더 레이더》. 2021년 2월 1일에 확인함.
39. ↑  “Uncut: 75 Best Albums of 2019”. 《yearendlists.com》. 2019년 11월 14일. 2021년 2월 1일에 확인함.
40. ↑  리처즈, 샘 (2019년 12월 23일). “Uncut’s 50 best new albums of 2019”. 《언컷》. 2021년 1월 31일에 확인함.
41. ↑  “The Best Albums Of 2019”. 《업록스》. 2019년 12월 2알. 2021년 12월 2일에 확인함.
42. ↑  오벤든, 올리비아 (2019년 12월 23일). “The 50 Best Albums Of 2019”. 《에스콰이어》. 2021년 2월 1일에 확인함.
43. ↑  “ALLMUSIC 2019 YEAR IN REVIEW ALLMUSIC BEST OF 2019”. 《올뮤직》. 2021년 2월 1일에 확인함.
44. ↑  “ALLMUSIC 2019 YEAR IN REVIEW FAVORITE INDIE POP & INDIE ROCK ALBUMS”. 《올뮤직》. 2021년 2월 1일에 확인함.
45. ↑  “Exclaim!'s Top 29 Albums of 2019 So Far”. 《익스클레임!》. 2019년 6월 12일. 2021년 2월 1일에 확인함.
46. ↑  “Exclaim!'s 20 Best Pop and Rock Albums of 2019”. 《익스클레임!》. 2019년 12월 4일. 2021년 2월 1일에 확인함.
47. ↑  “The 50 best albums of 2019 – from Tyler, the Creator’s IGOR to Weyes Blood’s Titanic Rising”. 《인디펜던트》. 2019년 12월 20일. 2021년 2월 1일에 확인함.
48. ↑  “Top 25 Albums of 2019 (So Far)”. 《컨시퀀스 오브 사운드》. 2019년 6월 26일. 2021년 2월 1일에 확인함.
49. ↑  “Top 50 Albums of 2019”. 《컨시퀀스 오브 사운드》. 2019년 12월 3일. 2021년 2월 1일에 확인함.
50. ↑  “THE TOP 50 ALBUMS OF THE YEAR”. 《크랙》. 2021년 2월 1일에 확인함.
51. ↑  키티 엠파이어 (2019년 12월 30일). “Kitty Empire’s best pop and rock of 2019”. 《가디언》. 2021년 2월 1일에 확인함.
52. ↑  “The 100 best records of the year: from Nick Cave’s Ghosteen to Igor Levit’s Beethoven piano sonatas, we pick the best pop, classical, jazz and world albums of 2019”. 타임스. 2019년 12월 1일. 2021년 2월 1일에 확인함. (구독 필요).
53. ↑  “The 70 Best Albums of 2019”. 《팝매터스》. 2019년 12월 9일. 2021년 2월 1일에 확인함.
54. ↑  “The 25 Best Albums of 2019 (So Far)”. 《페이스트》. 2019년 6월 10일. 2021년 2월 1일에 확인함.
55. ↑  “The 50 Best Albums of 2019”. 《페이스트》. 2019년 12월 2일. 2021년 1월 31일에 확인함.
56. ↑  “The 50 Best Albums of 2019”. 《피치포크》. 2019년 12월 10일. 2021년 1월 31일에 확인함.
57. ↑  “The Best Rock Albums of 2019”. 《피치포크》. 2019년 12월 11일. 2021년 1월 31일에 확인함.
58. ↑  “The 50 best albums of the 2010s”. 《디 A.V. 클럽》. 2019년 11월 20일. 2019년 11월 20일에 원본 문서에서 보존된 문서. 2021년 1월 31일에 확인함.
59. ↑  “Top 100 Albums of the 2010s: #100-76”. 《스푸트니크뮤직》. 2020년 4월 6일. 2021년 1월 31일에 확인함.
60. ↑  “All The Best Albums Of The 2010s, Ranked”. 《업록스》. 2019년 10월 7일. 2021년 1월 31일에 확인함.
61. ↑  “THE ALLMUSIC DECADE IN REVIEW”. 《올뮤직》. 2021년 1월 31일에 확인함.
62. ↑  “The 100 Best Albums of the 2010s”. 《페이스트》. 2019년 10월 9일. 2021년 1월 31일에 확인함.
63. ↑  “The 200 Best Albums of the 2010s”. 《피치포크》. 2019년 10월 8일. 2021년 1월 31일에 원본 문서에서 보존된 문서. 2021년 1월 31일에 확인함.
64. ↑  《Titanic Rising》 (음반 라이너 노트). 와이즈 블러드. 서브 팝. 2019년. SP 1232.
65. ↑  “ARIA Australian Top 50 Digital Albums” (PDF). 오스트레일리아 음반 산업 협회. 2019년 4월 15일. 2019년 4월 13일에 확인함.
66. ↑  "Weyes Blood – Titanic Rising" (네덜란드어). Ultratop.be. Hung Medien.
67. ↑  “Top Albums (05/04/2019 - 12/04/2019)” (PDF) (프랑스어). 프랑스 음반 협회. 2021년 1월 31일에 확인함.
68. ↑  “Official Scottish Albums Chart Top 100”. 오피셜 차트 컴퍼니. 2019년 4월 13일에 확인함.
69. ↑  “Official Albums Chart Top 100”. 오피셜 차트 컴퍼니. 2019년 4월 13일에 확인함.
70. ↑  “Weyes Blood Chart History (Top Album Sales)”. 빌보드. 2019년 4월 15일에 확인함.
71. ↑  “Weyes Blood Chart History (Heatseekers Albums)”. 빌보드. 2019년 4월 15일에 확인함.